# Olof Thunström
Olof Fredrik Thunström (även kallad Thun-Olle), född 29 juli 1896 i Stockholm, död 29 september 1962 i Katarina församling i Stockholm, var en svensk arkitekt vid Kooperativa Förbundets Arkitekt- och Ingenjörsbyrå (KFAI). Han var svärfar till arkitekt Claes Tottie.

## Liv och verk

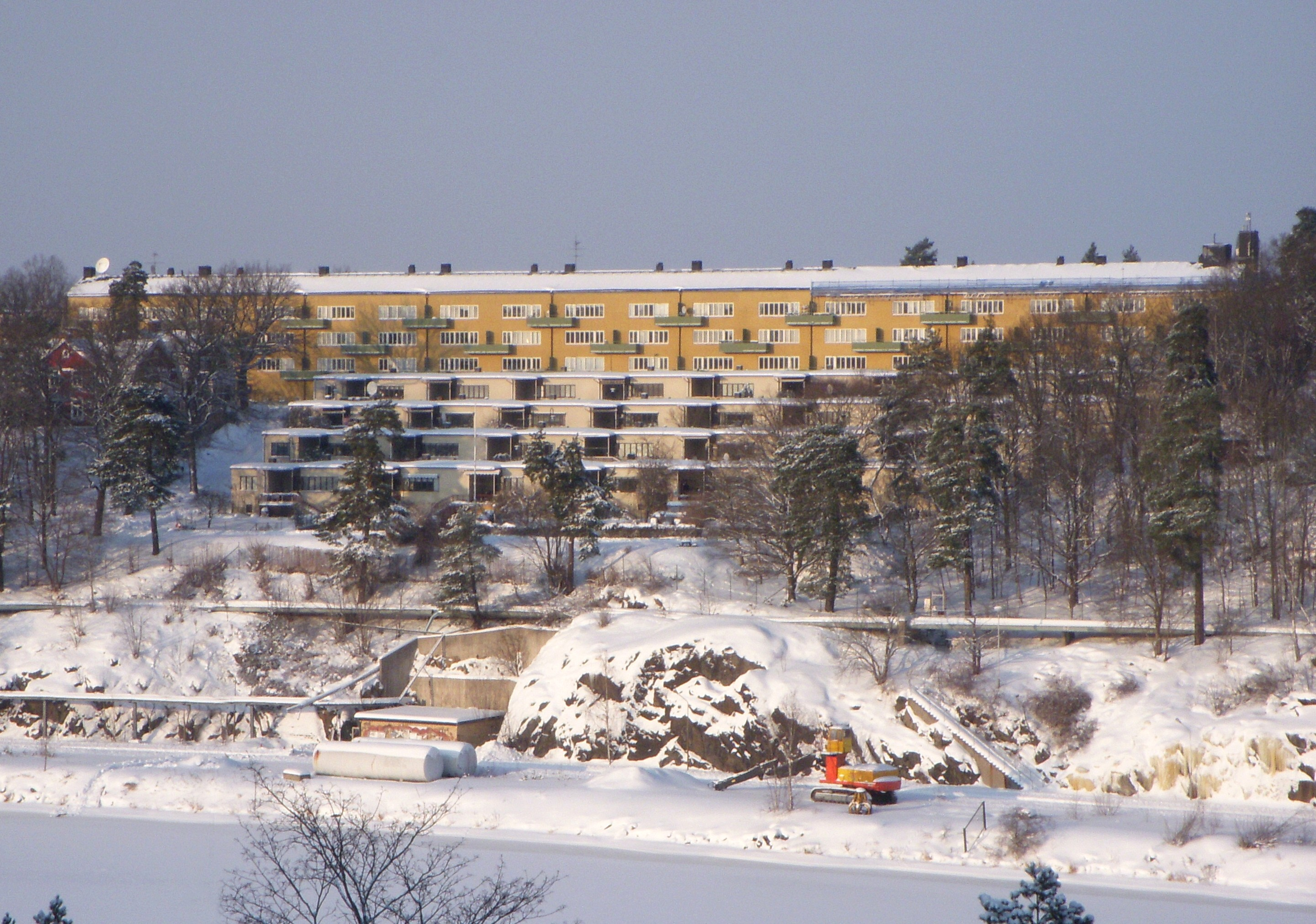
Radhusbebyggelsen på Kvarnholmen

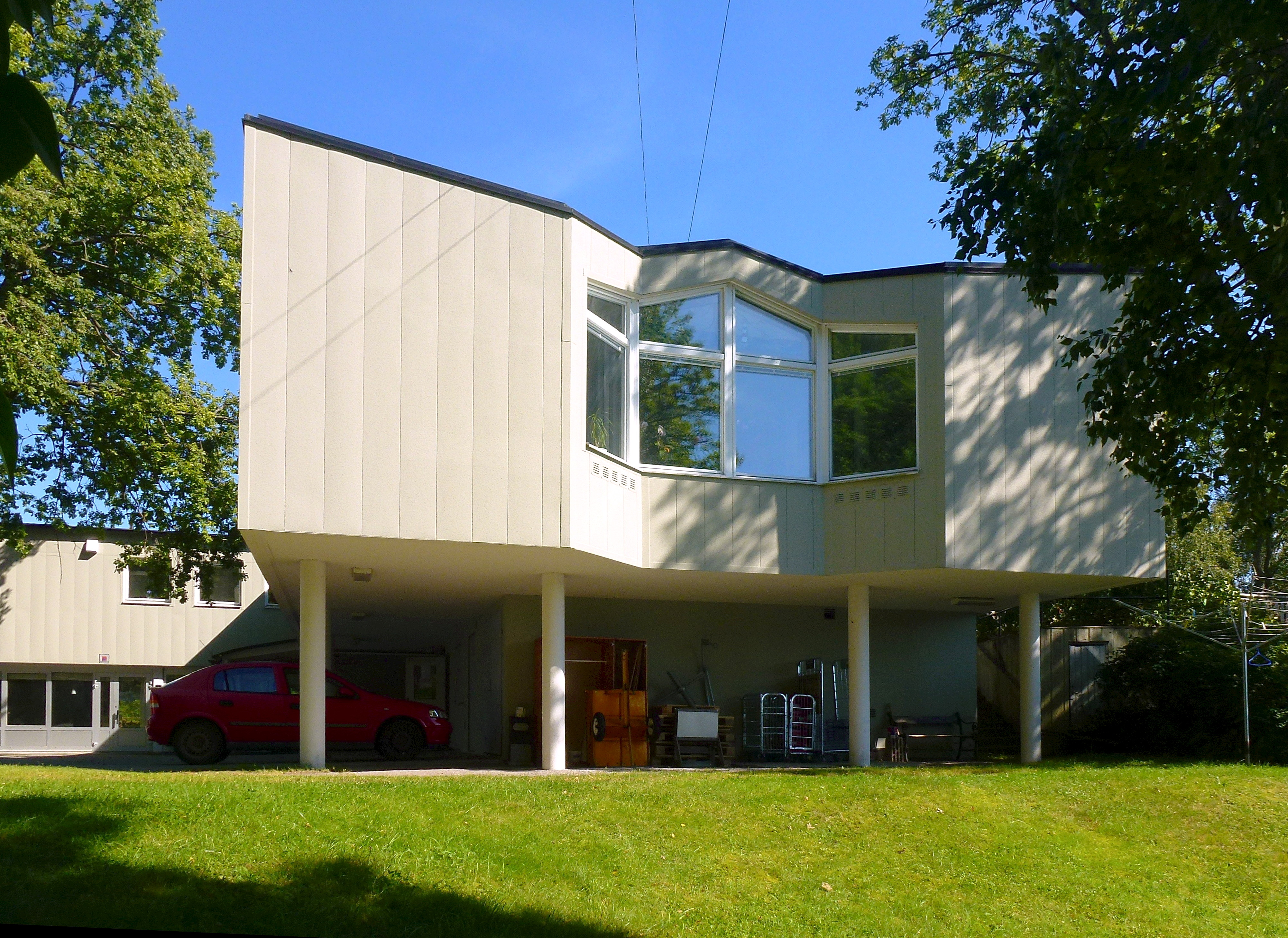
Gammeluddshemmet (tillbyggnad) 1957.

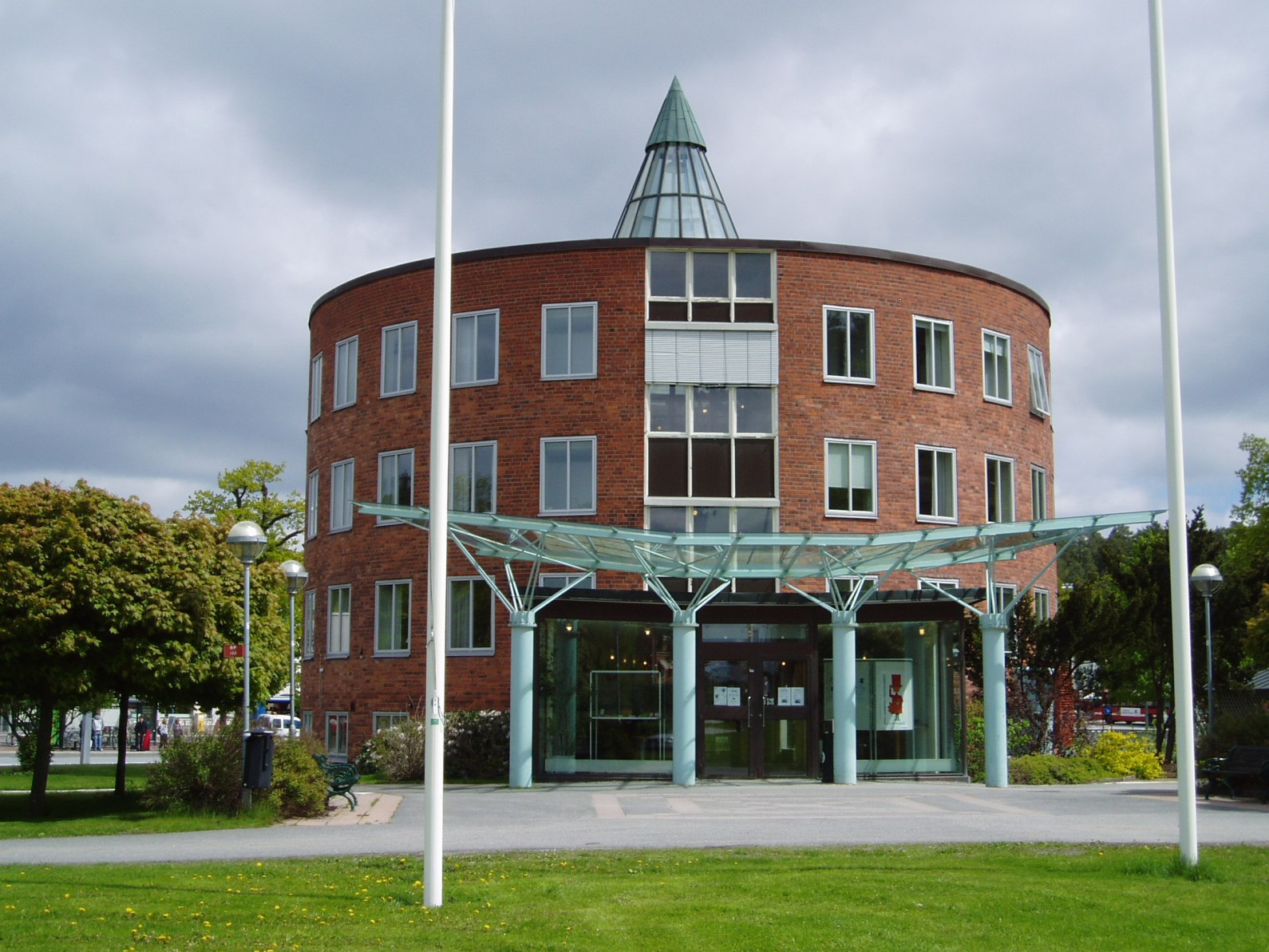
Runda huset i Gustavsberg, tidigare kommunalhus och numera bibliotek

Olof Thunström växte upp i Kalmar. Fadern var snickare och senare byggmästare. Thunström utexaminerades från Kungliga Tekniska högskolan 1922 och från Konstakademien 1924. Han praktiserade bland annat hos N G Karlsson i Kalmar 1912, stadsarkitekt J Fred Olson i Kalmar 1913–1914, August Stoltz i Malmö 1916–1918,  Karl Severin Hansson i Göteborg 1918–1919 Sven Markelius 1919–1922 och kortare perioder hos Carl Åkerblad, Cyrillus Johansson och Erik Lallerstedt.
Han innehade egen arkitektbyrå i Stockholm från 1923, var avdelningschef vid KFAI 1925–1960 och speciallärare i husbyggnadslära vid Kungliga Tekniska högskolan 1939–1960 (t.f. professor 1930, 1932 och 1935–1936 samt i arkitektur 1937). Han var ledamot av styrelsen för Konstfackskolan 1933–1960. Thunström kallades ofta för "Thun-Olle". Han är begravd på Skogskyrkogården i Stockholm.

### Kvarnholmen
När det gäller bostadsbebyggelse var Kooperativa förbundets arkitektkontor likaledes mycket framsynta. Thunström hade 1927 besökt arkitekturutställningen Weissenhofsiedlung i Stuttgart och där tagit intryck av många tyska och centraleuropeiska funktionalismens idéer. Ett resultat av detta studiebesök blev formgivningen av bostadsområdet på Kvarnholmen som byggdes 1928–1930 i anslutning till KF:s spannmålsindustrier (se Tre kronors vägs bostadsområde). I en sluttning anlades högst upp en trevånings bostadslänga och parallellt följde fyra radhuslängor nedanför sluttningen så att varje husrad har utsikt över de nedanförliggande. Dessa 30 radhus bestod från början av två rum och kök med badrum. Totalt var bostadsytan på 68 kvadratmeter. Husen har kubisk form och är försedda med svagt sluttande pulpettak, detta för att ge största möjlighet till fri utsikt åt söder över Svindersviken. Han hade även en stor roll i gestaltningen av siloanläggningen på Kvarnholmen i Nacka som han ritade 1927 tillsammans med kontorschefen Eskil Sundahl. Särskild omnämnas bör Kvarnholmens disponentvilla som Thunström ritade 1931 i stram funktionalistisk arkitektur. Fastigheten är sedan 2016 ett lagskyddat byggnadsminne. Enligt gällande detaljplan från 2011 kommer  disponentvillan genom särskild planbestämmelse att bevaras och får inte förvanskas.

### Gustavsberg
Efter KF:s köp av Gustavsbergs porslinsfabrik 1937 rustades de gamla omoderna bostäderna upp och nya byggdes som hyresbostäder. Thunström ansvarade för en generalplan för utbyggnaden av Gustavsberg och det första projektet blev Höjdhagen där envåningshus i rött byggdes 1938. Han ritade sedan stora delar av det moderna Gustavsberg, bland annat bostadshus i Höjdhagen, Hästhagen med Hästhagsterrassen och Gustavsbergs första radhusområde i Grindstugärde.
Det byggdes även nytt på fabriksområdet, Thunström planerade bland annat tillsammans med Eugen Altman den nya moderna hushållsporslinsfabriken. Den nya fabriken som byggdes under 1940-talets första hälft innebar att äldre fabriksbebyggelse revs. I den nya fabriken kunde alla arbetsmoment samlas under ett tak. Olof Thunström författade även böcker kopplade till Gustavsbergs tillverkning: Toaletter och badrum (1942) och Bad i hemmet förr och nu (1946). Toaletter och badrum skrevs på uppdrag av Gustavsberg. Gustavsberg marknadsförde sig som en industri i folkhälsans tjänst när gamla toaletter av dålig kvalité skulle ersättas av nya moderna modeller. 
Runda huset i Gustavsberg byggdes på 1950-talet som ett kommunalhus och inrymmer sedan 1988 kommunens bibliotek. Som namnet antyder, är det helt runt och har ett utseende som påminner med sin spetsiga taklaternin om en citronpress. 
Thunström visade ett stort intresse för kontinuitet i bebyggelsemiljön, detta kom till uttryck i skriften "Ombyggnad" från 1955, som handlade om hur man kan modernisera äldre byggnader.
Thunström ritade KF-huset vid Slussen i Stockholm. Thunström är begravd på Skogskyrkogården.